# Can't Buy Me Love
"Can't Buy Me Love" là sáng tác Paul McCartney (được ghi cho Lennon-McCartney), được phát hành làm đĩa đơn mặt A của The Beatles tại Anh cùng ca khúc "You Can't Do That" vào năm 1964. Ca khúc cũng được đưa vào album phòng thu thứ ba của ban nhạc, A Hard Day's Night, được ra mắt vào tháng 7 cùng năm.

## Thành phần tham gia sản xuất
- Paul McCartney – hát chính, hát bè, bass.
- John Lennon – guitar nền.
- George Harrison – guitar lead 12-dây.
- Ringo Starr – trống.

Theo Ian MacDonald
- Norman Smith – hi-hat.

Theo Geoff Emerick